# Stevensville (Montana)
Stevensville é uma cidade  localizada no estado americano de Montana, no Condado de Ravalli.

## Demografia
Segundo o censo americano de 2000, a sua população era de 1553 habitantes.
Em 2006, foi estimada uma população de 1914, um aumento de 361 (23.2%).

## Geografia
De acordo com o United States Census Bureau tem uma área de
1,3 km², dos quais 1,3 km² cobertos por terra e 0,0 km² cobertos por água. Stevensville localiza-se a aproximadamente 1026 m acima do nível do mar.

## Localidades na vizinhança
O diagrama seguinte representa as localidades num raio de 32 km ao redor de Stevensville.